# Polycarpa richeri
Polycarpa richeri is een zakpijpensoort uit de familie van de Styelidae. De wetenschappelijke naam van de soort werd voor het eerst geldig gepubliceerd in 1987 door Claude Monniot.